# Crnajka
Crnajka (cyr. Црнајка) – wieś w Serbii, w okręgu borskim, w gminie Majdanpek. W 2011 roku liczyła 890 mieszkańców.